# Saint-Genès-de-Castillon
Saint-Genès-de-Castillon est une commune du Sud-Ouest de la France, située dans le département de la Gironde, en région Nouvelle-Aquitaine.

## Géographie

### Localisation
Située dans le Libournais, son territoire se développe sur une superficie de 680 ha confrontant au sud la commune de Sainte-Colombe, à l'ouest Saint-Étienne-de-Lisse au nord, Montagne, Puisseguin, Saint-Philippe-d'Aiguille et Gardegan-et-Tourtirac à l'est.
La commune de Saint-Genès-de Castillon présente un paysage vallonné, une succession de coteaux parcourus par des petits cours d’eau et ruisseaux (La Barbanne, L’Aiguille, La Pécotte). La majeure partie de la commune se situe à une altitude supérieure à 90 m.
Saint-Genès est situé à équidistance de Saint-Émilion, Castillon-la-Bataille et Lussac.
Le vignoble qui domine avec 282 ha, les bois qui s’étendent sur 96 ha, et la présence de prairies marquent le caractère vallonné du relief et offrent de beaux points de vue.
La commune comprend un grand nombre de hameaux où l'on retrouve des constructions en pierre de qualité traduisant un passé relativement riche (maisons girondines, moulins, lavoirs…).

### Communes limitrophes
Les communes limitrophes en sont Puisseguin au nord, Saint-Philippe-d'Aiguille au nord-est, Gardegan-et-Tourtirac à l'est, Belvès-de-Castillon au sud-est, en quadripoint, Sainte-Colombe au sud, Saint-Étienne-de-Lisse au sud-ouest et Montagne au nord-ouest.
Le quadripoint, point de la surface de la Terre qui touche quatre régions distinctes, réunit les communes de Gardegan-et-Tourtirac en son nord-est, Belvès-de-Castillon en son sud-est, Sainte-Colombe en son sud-ouest et Saint-Genès-de-Castillon en son nord-ouest.
| Montagne               | Puisseguin               | Saint-Philippe-d'Aiguille                           |
|                        | Saint-Genès-de-Castillon | Gardegan-et-Tourtirac                               |
| Saint-Étienne-de-Lisse | Sainte-Colombe           | {\displaystyle +} (quadripoint) Belvès-de-Castillon |

### Climat
Pour des articles plus généraux, voir Climat de la Nouvelle-Aquitaine et Climat de la Gironde.
Historiquement, la commune est exposée à un climat océanique aquitain.  
En 2020, Météo-France publie une typologie des climats de la France métropolitaine dans laquelle la commune est exposée à un climat océanique et est dans la région climatique  Aquitaine, Gascogne, caractérisée par une pluviométrie abondante au printemps, modérée en automne, un faible ensoleillement au printemps, un été chaud (19,5 °C), des vents faibles, des brouillards fréquents en automne et en hiver et des orages fréquents en été (15 à 20 jours).
Pour la période 1971-2000, la température annuelle moyenne est de 12,7 °C, avec une amplitude thermique annuelle de 14,6 °C. Le cumul annuel moyen de précipitations est de 841 mm, avec 11,7 jours de précipitations en janvier et 6,8 jours en juillet. Pour la période 1991-2020, la température moyenne annuelle observée sur la station météorologique la plus proche, située sur la commune de Saint-Émilion à 7,13 km à vol d'oiseau, est de 13,9 °C et le cumul annuel moyen de précipitations est de 798,1 mm,. Pour l'avenir, les paramètres climatiques de la commune estimés pour 2050 selon différents scénarios d’émission de gaz à effet de serre sont consultables sur un site dédié publié par Météo-France en novembre 2022.

## Urbanisme

### Typologie
Au 1er janvier 2024, Saint-Genès-de-Castillon est catégorisée commune rurale à habitat dispersé, selon la nouvelle grille communale de densité à sept niveaux définie par l'Insee en 2022.
Elle est située hors unité urbaine. Par ailleurs la commune fait partie de l'aire d'attraction de Libourne, dont elle est une commune de la couronne,. Cette aire, qui regroupe 24 communes, est catégorisée dans les aires de 50 000 à moins de 200 000 habitants,.

### Occupation des sols

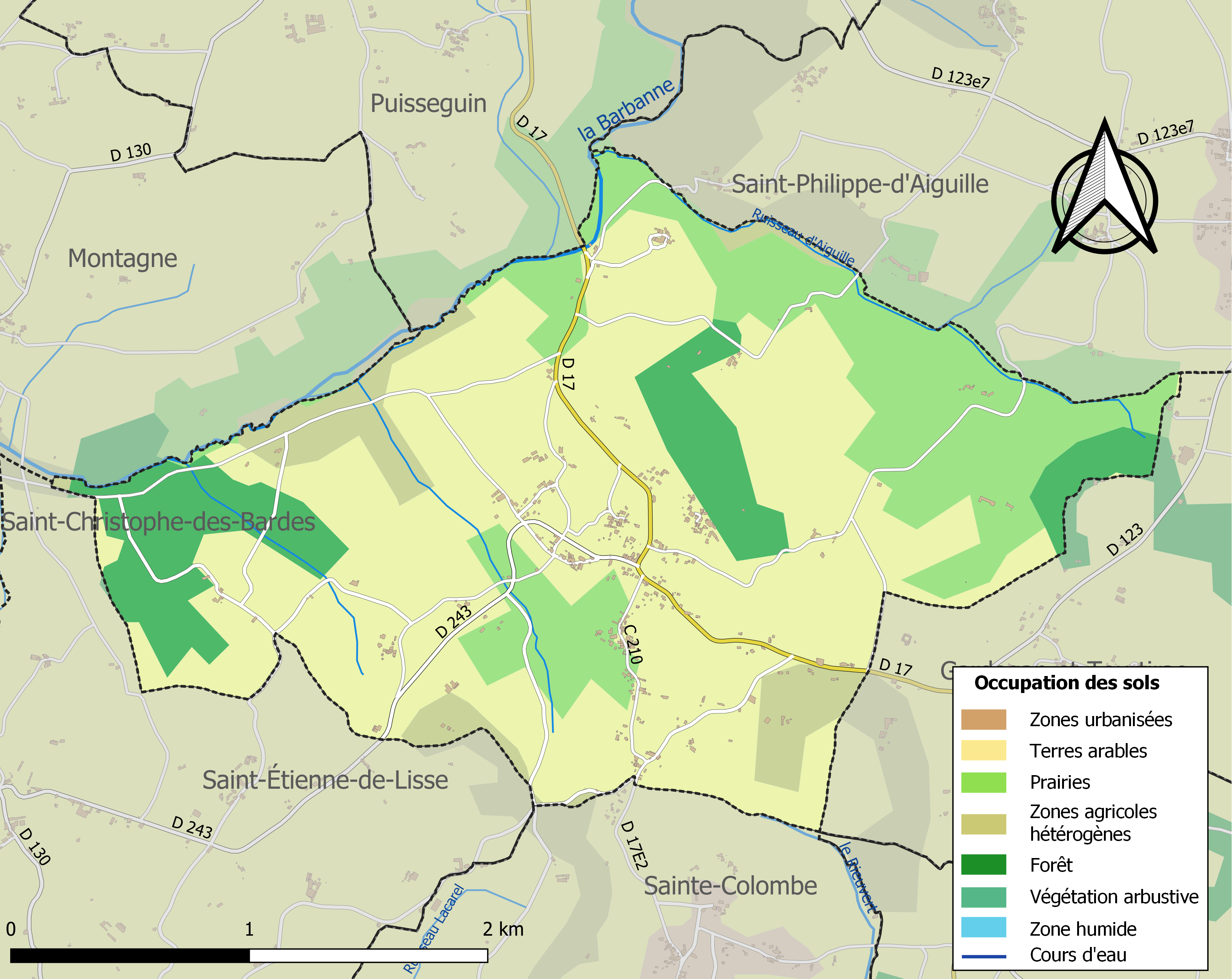
Carte des infrastructures et de l'occupation des sols de la commune en 2018 (CLC).

L'occupation des sols de la commune, telle qu'elle ressort de la base de données européenne d’occupation biophysique des sols Corine Land Cover (CLC), est marquée par l'importance des territoires agricoles (88 % en 2018), une proportion sensiblement équivalente à celle de 1990 (87,7 %). La répartition détaillée en 2018 est la suivante : 
cultures permanentes (59,9 %), prairies (21,5 %), forêts (12 %), zones agricoles hétérogènes (6,5 %). L'évolution de l’occupation des sols de la commune et de ses infrastructures peut être observée sur les différentes représentations cartographiques du territoire : la carte de Cassini (XVIIIe siècle), la carte d'état-major (1820-1866) et les cartes ou photos aériennes de l'IGN pour la période actuelle (1950 à aujourd'hui).

### Voies de communication et transports
Deux grandes voies de communication traversent la commune d’est en ouest et du nord au sud : la route départementale D17 (itinéraire bis Paris/Espagne) et la route départementale D243 (appelée route de Saint-Émilion).

### Risques majeurs
Le territoire de la commune de Saint-Genès-de-Castillon est vulnérable à différents aléas naturels : météorologiques (tempête, orage, neige, grand froid, canicule ou sécheresse), mouvements de terrains et séisme (sismicité très faible). Un site publié par le BRGM permet d'évaluer simplement et rapidement les risques d'un bien localisé soit par son adresse soit par le numéro de sa parcelle.
Les mouvements de terrains susceptibles de se produire sur la commune sont des affaissements et effondrements liés aux cavités souterraines (hors mines). Par ailleurs, afin de mieux appréhender le risque d’affaissement de terrain, un inventaire national permet de localiser les éventuelles cavités souterraines sur la commune.

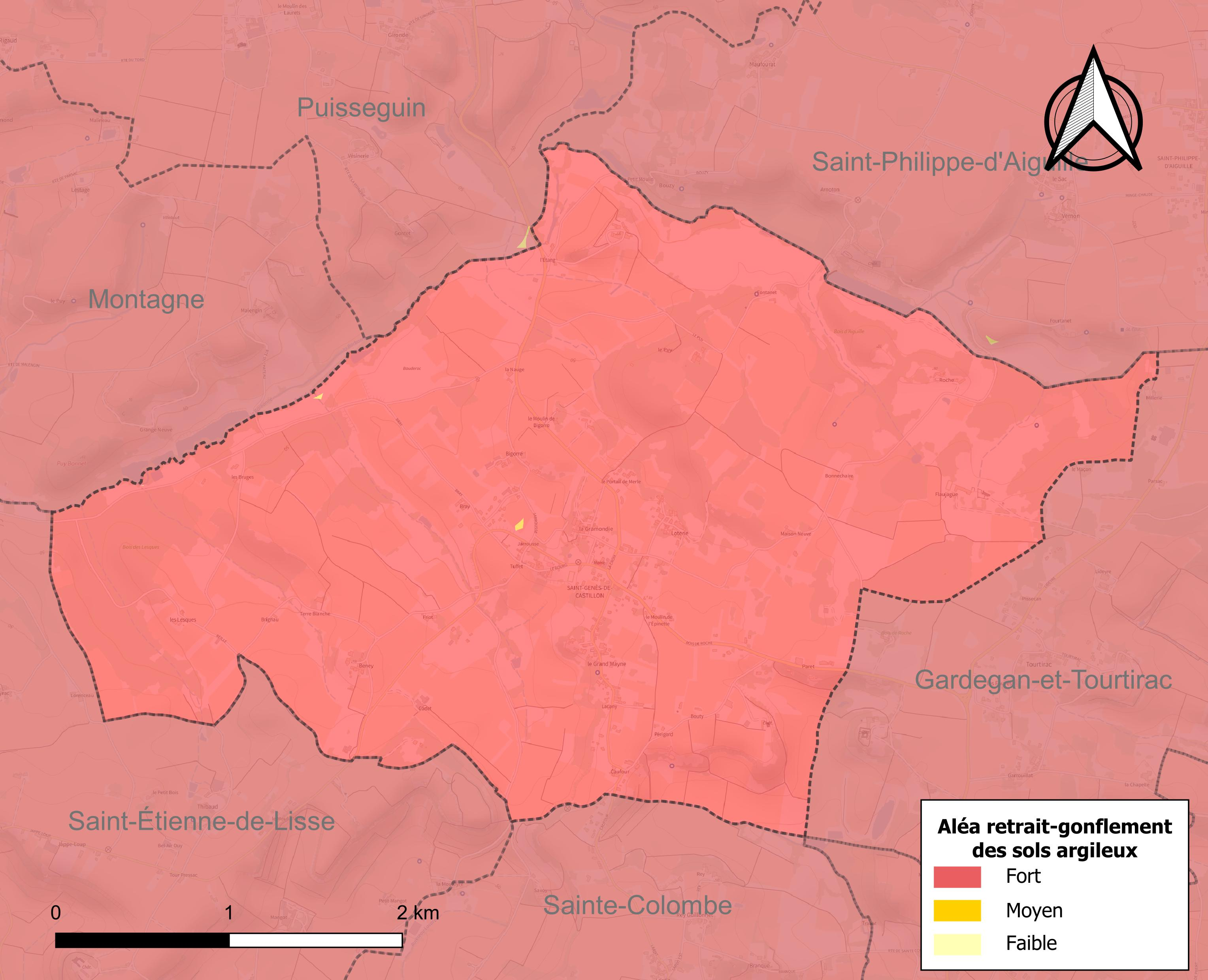
Carte des zones d'aléa retrait-gonflement des sols argileux de Saint-Genès-de-Castillon.

Le retrait-gonflement des sols argileux est susceptible d'engendrer des dommages importants aux bâtiments en cas d’alternance de périodes de sécheresse et de pluie. La totalité de la commune est en aléa moyen ou fort (67,4 % au niveau départemental et 48,5 % au niveau national). Sur les 206 bâtiments dénombrés sur la commune en 2019, 206 sont en aléa moyen ou fort, soit 100 %, à comparer aux 84 % au niveau départemental et 54 % au niveau national. Une cartographie de l'exposition du territoire national au retrait gonflement des sols argileux est disponible sur le site du BRGM,.
La commune a été reconnue en état de catastrophe naturelle au titre des dommages causés par les inondations et coulées de boue survenues en 1982, 1983, 1999 et 2009.

## Toponymie
Le nom de la commune provient de saint Genès de Rome, patron des comédiens, martyr chrétien décapité en 286 sous l'empereur romain Dioclétien ou de saint Genès de Lyon, évêque de Lyon, mort en 678.

La terminaison -de-Castillon a été ajouté au nom de la commune en 1956.
En gascon, le nom de la commune est Sent Genès de Castilhon.

## Politique et administration

### Liste des maires
| Période                                  | Période  | Identité                      | Étiquette | Qualité                                                                       |
| ---------------------------------------- | -------- | ----------------------------- | --------- | ----------------------------------------------------------------------------- |
| 1912                                     | 1934     | Jean Lateyron († 1934)        |           | propriétaire                                                                  |
| 1934                                     | 1983     | Jean-Albert Robin (1900-1983) |           | propriétaire, chevalier de la Légion d'honneur, commandeur du Mérite agricole |
| 1983                                     | 2001     | Michel Robin (1931-2011)      |           | propriétaire, officier du Mérite agricole [fils du précédent]                 |
| 2001                                     | 2014     | Mme Claudy Gomme              |           |                                                                               |
| 2014                                     | En cours | Yannick Guimberteau           |           | Retraité                                                                      |
| Les données manquantes sont à compléter. |          |                               |           |                                                                               |

### Services
La commune dispose de bâtiments communaux tels que mairie, salle polyvalente, cantine scolaire, école, et un bâti ancien (ancienne mairie et ancien logement de l’instituteur).

## Population et société
Les habitants sont appelés les Saint-genésiens.

### Démographie
L'évolution du nombre d'habitants est connue à travers les recensements de la population effectués dans la commune depuis 1793. Pour les communes de moins de 10 000 habitants, une enquête de recensement portant sur toute la population est réalisée tous les cinq ans, les populations de référence des années intermédiaires étant quant à elles estimées par interpolation ou extrapolation. Pour la commune, le premier recensement exhaustif entrant dans le cadre du nouveau dispositif a été réalisé en 2005.

En 2022, la commune comptait 367 habitants, en évolution de −6,85 % par rapport à 2016 (Gironde : +6,91 %, France hors Mayotte : +2,11 %).
| 1793 | 1800 | 1806 | 1821 | 1831 | 1836 | 1841 | 1846 | 1851 |
| ---- | ---- | ---- | ---- | ---- | ---- | ---- | ---- | ---- |
| 515  | 444  | 488  | 482  | 516  | 516  | 489  | 464  | 430  |

| 1856 | 1861 | 1866 | 1872 | 1876 | 1881 | 1886 | 1891 | 1896 |
| ---- | ---- | ---- | ---- | ---- | ---- | ---- | ---- | ---- |
| 443  | 502  | 560  | 540  | 501  | 425  | 401  | 398  | 498  |

| 1901 | 1906 | 1911 | 1921 | 1926 | 1931 | 1936 | 1946 | 1954 |
| ---- | ---- | ---- | ---- | ---- | ---- | ---- | ---- | ---- |
| 499  | 506  | 502  | 452  | 460  | 468  | 441  | 419  | 448  |

| 1962 | 1968 | 1975 | 1982 | 1990 | 1999 | 2005 | 2006 | 2010 |
| ---- | ---- | ---- | ---- | ---- | ---- | ---- | ---- | ---- |
| 378  | 454  | 398  | 402  | 370  | 389  | 387  | 377  | 395  |

| 2015 | 2020 | 2022 | - | - | - | - | - | - |
| ---- | ---- | ---- | - | - | - | - | - | - |
| 401  | 373  | 367  | - | - | - | - | - | - |

La population reste stable, autour de 387 habitants, mais compte tenu de la proximité de la ville de Libourne dans un premier temps, et de Saint-Émilion, la demande d'hébergement évolue. Le recensement montre que la population est diversifiée en termes d’âge.

### Enseignement
La commune est en regroupement pédagogique (avec les communes de Sainte-Colombe, Belves-de-Castillon et Gardegan et Tourtirac) et possède une classe (CE2/CM1) de 24 élèves). Un P.L.U.et une convention d'aménagement de bourg sont à l'étude.

## Économie
La commune dispose de deux ZAD.

## Culture locale et patrimoine

### Lieux et monuments

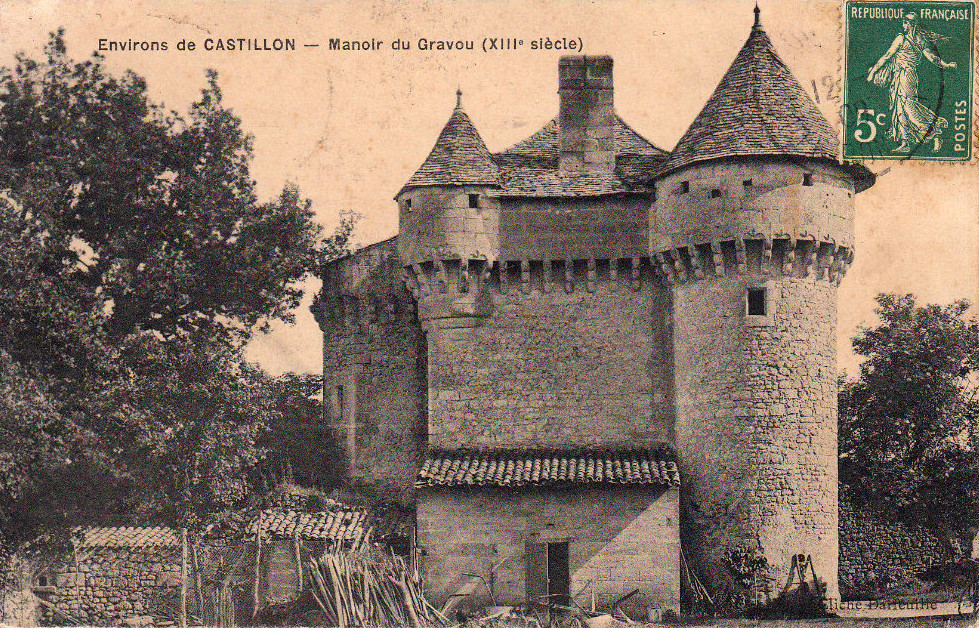
Manoir de Gravou

Le patrimoine monumental de Saint-Genès comprend plusieurs châteaux et monuments : 
- le château Flojague du XVIe,
- Le manoir de Gravoux, datant de XIVe et XVe siècles, inscrit au titre des monuments historiques depuis le 6 mars 1964[27],
- le château l’Estang
- le château de la Jarousse
- et un nombre important de « maisons » bourgeoises.
- Dans la commune on recense de nombreux éléments de patrimoine rural bâti (10 fontaines et lavoirs associés, 20 puits, 3 fours à pain et 4 moulins à vent).[réf. nécessaire]

Le patrimoine rural a été restauré et intégré dans une démarche d’ouverture de sentiers thématiques de découverte du patrimoine.
La commune a créé deux sentiers thématiques de découverte du patrimoine (parcours de 7 km et 11 km) qui proposent aux promeneurs de suivre un circuit passant par les différents édifices communaux : puits de l’église, la croix du cimetière, le lavoir de Bray, le lavoir de la Gramondie, le lavoir de loterie, le lavoir du Grand Maine, la croix de mission, le lavoir du bourg. Cette démarche montre à quel point, la commune est tournée sur la dynamique de mise en valeur de son patrimoine petit et grand (études petits patrimoines 2001 inauguration des sentiers en 2004).
- L'église Saint-Genès date du XIXe. Une messe y est donnée chaque mois, et elle est ouverte au public tous les jours. Elle présente des murs intérieurs décorés de fresques néo-gothiques. Initialement édifiée au XIe siècle, elle fut reconstruite, à la suite des menaces d’effondrement, en 1883 dans le style néo-gothique. L’église possède également une statue en bois doré remarquable du XVIIIe siècle représentant la Vierge à l’Enfant, cette statue formant le trait d’union entre l’histoire de l’ancienne et de la nouvelle église a été restaurée en 2004. Elle possède également une statue de saint Genès dont la restauration est envisagée. Le carillon de cette église (composé d’un bourdon, de deux médium et d’une petite cloche) a été fondu en 1887 par Étienne Émile Vauthier de Saint-Émilion et compose un ensemble rare dans la région.

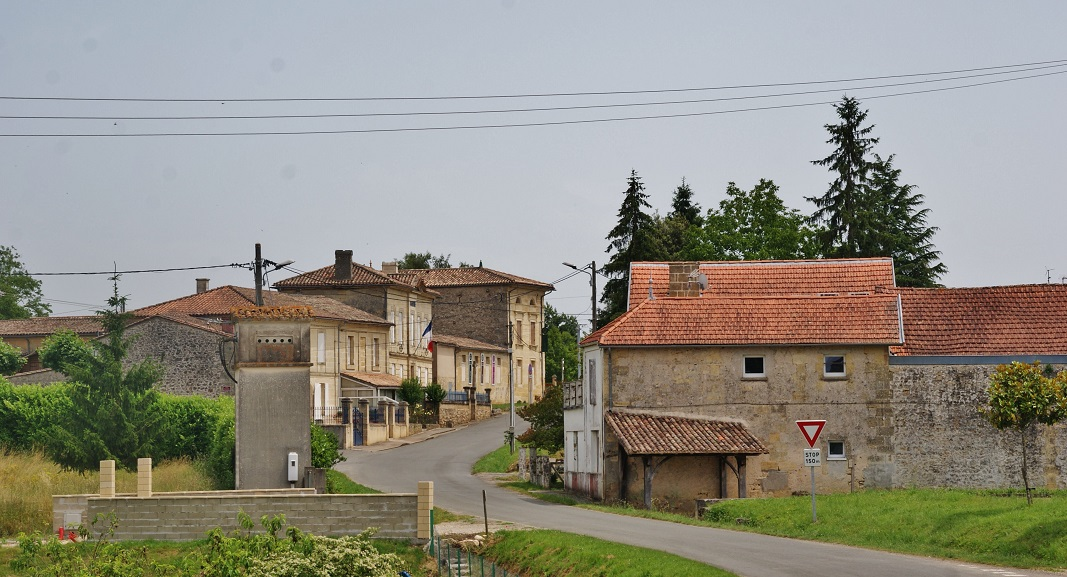
L'entrée dans le bourg (juin 2009)
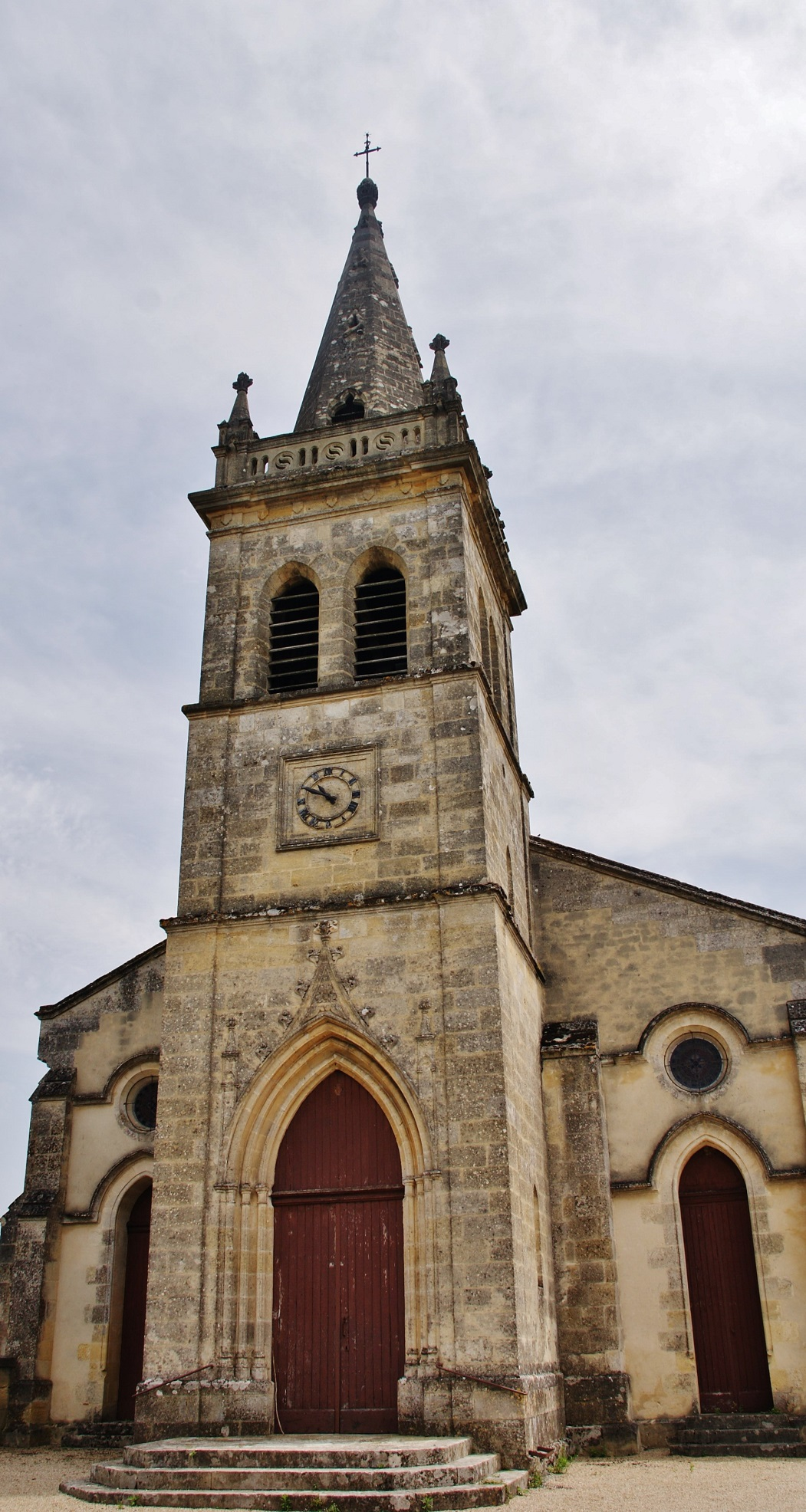
La façade de l'église Saint-Genès (juin 2009)
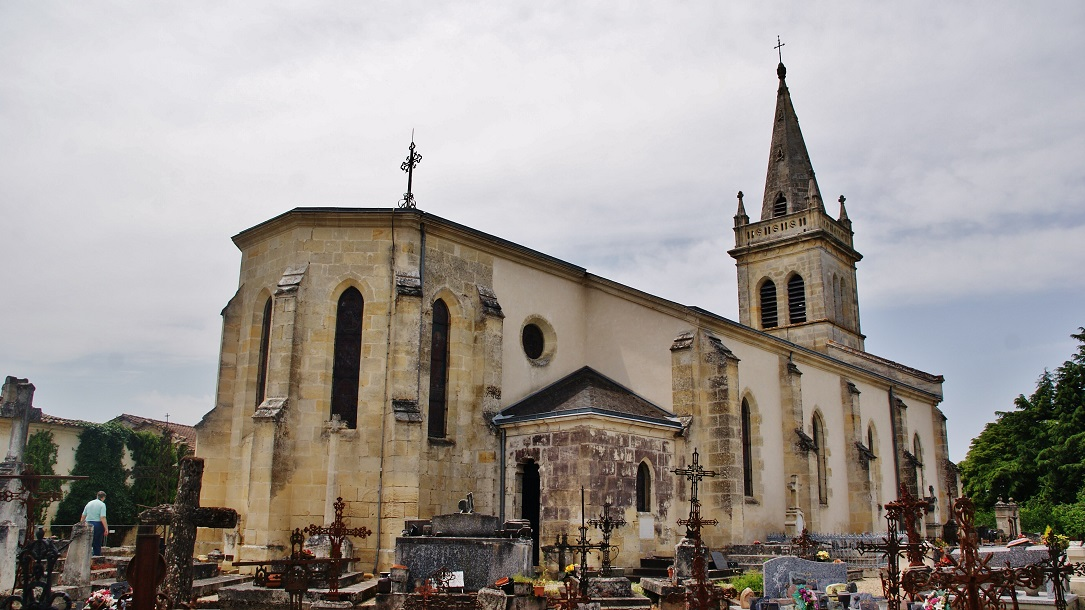
Vue nord-est de l'église Saint-Genès (juin 2009)
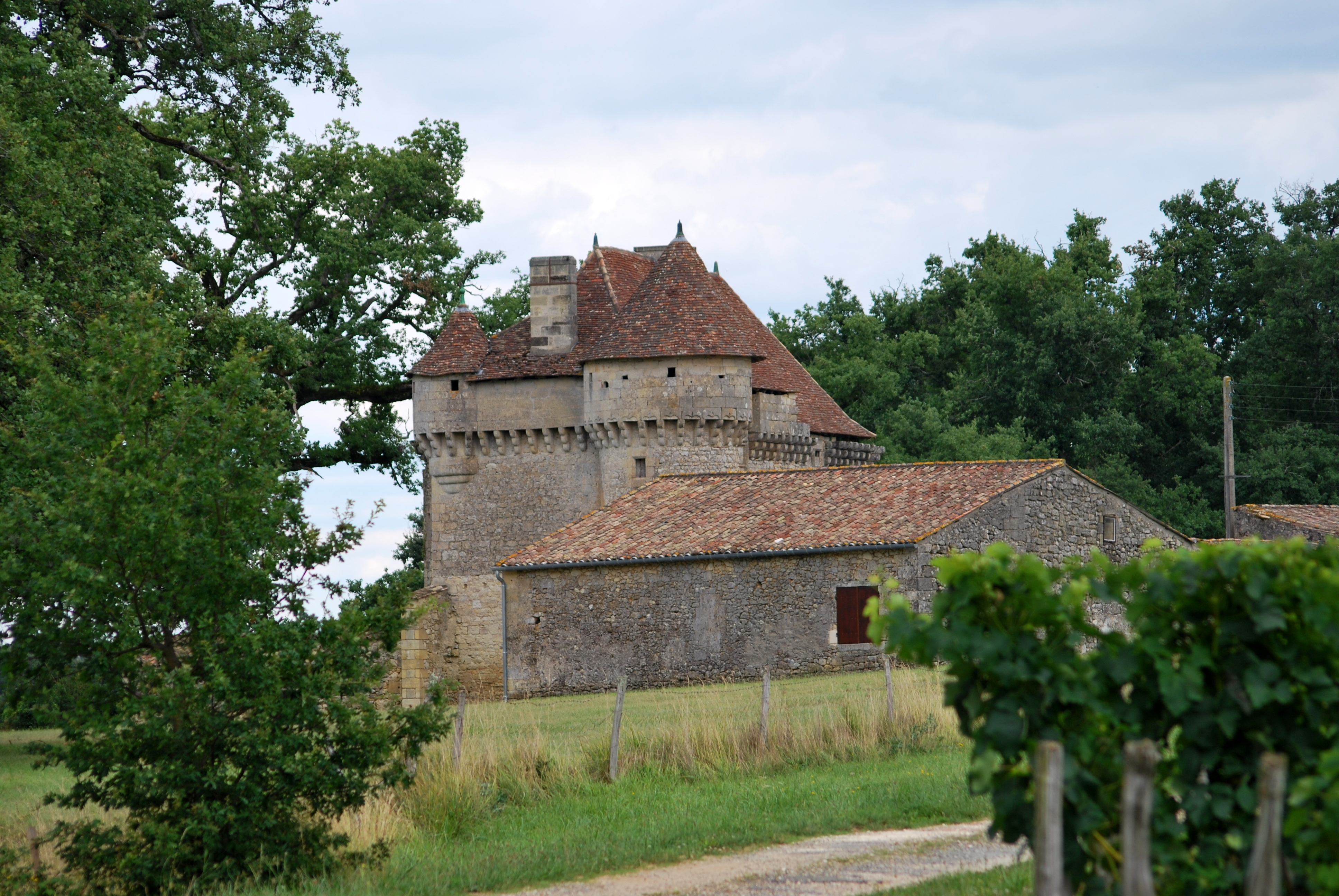
Le manoir de Gravoux (juillet 2014)

### Personnalités liées à la commune
- Jean-Raymond Lubiato (1933-2006), footballeur, né dans la commune.